# زاوية ميل شفرة المروحة الدافعة
زاوية مَيَلَان المروحة الدافعة (بالإنجليزية: Blade pitch)‏

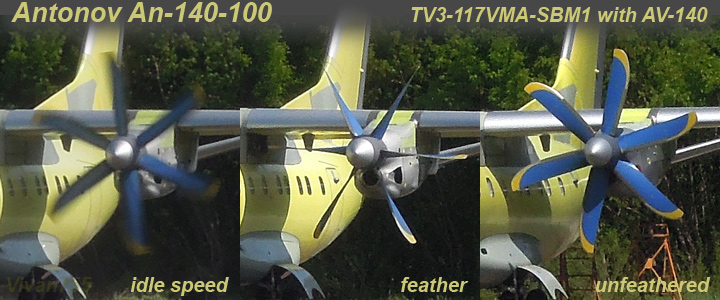
مروحة الدفع في اليمين تملك زاوية ميلان صغيرة نسبيًا ومروحة الدفع في الوسط تملك زاوية ميلان كبيرة

 تشير إلى تغير ميلان زاوية الهجوم لشفرات المروحة الدافعة في الطائرات العادية أو الهليكوبتر 
أو حتى مراوح التوربينات الريحية. بمعنى أنه كلما كانت زاوية ميلان شفرات المروحة أكبر فإن المروحة قادرة على دفع كمية هواء أكبر، وإذا كانت زاوية ميلان شفرات المروحة أصغر فإن المروحة تدفع كمية هواء أقل.